# Älgtjärnen (Undersåkers socken, Jämtland)
Älgtjärnen är en sjö i Åre kommun i Jämtland och ingår i Indalsälvens huvudavrinningsområde.